# Subsecretaría de Hacienda (España)
La Subsecretaría de Hacienda de España es el órgano directivo del Ministerio de Hacienda que se encarga de la representación ordinaria del Ministerio por delegación del ministro, la dirección, impulso y coordinación general de los servicios comunes del Departamento y de las Consejerías de Finanzas en el exterior así como la asistencia al Ministro en la elaboración y aprobación de los planes de actuación del Departamento y de los organismos públicos adscritos.
Asimismo, asiste a la persona titular del Ministerio en el control de eficacia del ministerio y sus organismos públicos y se encarga de las relaciones administrativas con los organismos públicos adscritos al Ministerio a través de la Subsecretaría; asume la dirección, impulso y coordinación de las actuaciones relativas a la participación del departamento en los órganos colegiados del Gobierno y en los de colaboración y apoyo al Gobierno; la dirección, impulso y coordinación de la administración electrónica en el Departamento; así como las funciones que correspondan al Ministerio de Hacienda en relación con el Fondo de Apoyo a la Solvencia de Empresas Estratégicas (FASEE), que no estén atribuidas a otros órganos.

## Historia
La historia de la Subsecretaría de Hacienda se remonta al siglo XIX. Si bien no es tan antigua como la del propio ministerio, su origen se encuentra en el Real decreto firmado por la reina regente María Cristina con fecha de 16 de junio de 1834, que establece una nueva planta para las Secretarías de Despacho (Ministerios) que recoge la expresa creación de subsecretarías. El primer subsecretario de Hacienda fue Joaquín de Uriarte.
Durante los siglos XIX y XX actuó como el principal colaborador del ministro-superintendente general de Hacienda, hasta la aparición de las secretarías de estado modernas a finales de 1970. Además, en 1887 asumió la tarea de inspeccionar todos los ramos de la Hacienda pública, pasando el subsecretario a ser inspector general en 1903, condición que mantuvo —con alguna interrupción— hasta 1977, cuando se restableció el nivel orgánico de Dirección General para el servicio de inspección. Aun así, desde entonces la Inspección General de Hacienda sigue integrada en este órgano, siendo el subsecretario el encargado del buen funcionamiento de esta.
En la actualidad, la Subsecretaría ejerce, además de las competencias que le son propias como Subsecretaría de Departamento, la supervisión del patrimonio de la Administración General del Estado, la inspección del ramo de Hacienda, la gestión del sistema estatal de contratación centralizada, así como la supervisión del mercado del tabaco y la gestión del Parque Móvil del Estado.

## Estructura y funciones
Aparte de las funciones mencionadas, la Subsecretaría realiza otras funciones a través de sus órganos dependientes:
- La Secretaría General Técnica.
- La Dirección General del Patrimonio del Estado.
- La Inspección General.
- La Dirección General de Racionalización y Centralización de la Contratación.
- El Gabinete Técnico, como órgano de apoyo y asistencia inmediata al Subsecretario que, además, ejerce la interlocución institucional y la coordinación en materia de igualdad, sin perjuicio de las funciones atribuidas a la Inspección General, y las correspondientes a la Unidad de inclusión del personal con discapacidad.
- El Departamento de Servicios y Coordinación Territorial, como un órgano de coordinación interna del Ministerio. Se encarga de supervisar y coordinar los órganos con rango de subdirección general.
- La Oficina Presupuestaria, que además de las funciones que le son propias, se encarga de la elaboración de la propuesta de presupuesto anual del ministerio y la coordinación de los correspondientes a sus organismos públicos adscritos, así como el seguimiento de la ejecución presupuestaria y, en su caso, la tramitación de sus modificaciones.
- La Subdirección General de Recursos Humanos, que asume la gestión y administración de los recursos humanos del departamento y las relaciones con las organizaciones sindicales y entidades representativas del personal, así como el establecimiento de los planes de formación del personal y la gestión de la acción social y de los programas de prevención de riesgos laborales.
- La Oficialía Mayor, a la que le corresponde la gestión de medios materiales del departamento, del Registro General del Ministerio, así como de los servicios técnicos, de seguridad, de reprografía y, en general, los de régimen interior; la planificación, coordinación, elaboración y dirección de los proyectos de obras y el mantenimiento y la conservación de los inmuebles ocupados por los servicios centrales del departamento; la tramitación de los expedientes de contratación de obras cuya gestión corresponda a la Subsecretaría del Departamento, tanto de los servicios centrales como de los territoriales; en relación con los bienes y servicios de naturaleza no informática, la adquisición de bienes materiales y la contratación de servicios; el mantenimiento del inventario de los inmuebles afectos al departamento ocupados por los servicios centrales, la gestión de tesorería de los créditos presupuestarios de los servicios comunes. Asimismo, es responsable de la gestión patrimonial técnica y administrativa de los inmuebles y espacios ocupados por los servicios territoriales del departamento.
- La Subdirección General de Tecnologías de la Información y de las Comunicaciones, responsable de las funciones relativas al diseño, desarrollo, mantenimiento y gestión de los sistemas de información correspondientes a los servicio departamentales del Ministerio, del centro departamental de atención a usuarios y de la gestión, en su caso, de las redes internas de comunicaciones; la coordinación de las distintas cajas pagadoras del departamento a través de la unidad central; la liquidación de los extinguidos Patronatos de Casas de Funcionarios Civiles del Estado y las funciones y tareas que el Decreto 1555/1959, de 12 de septiembre, y las disposiciones posteriores atribuían a la Comisión Liquidadora de Organismos; en relación con los bienes y servicios de naturaleza informática, la adquisición de bienes materiales y la contratación de servicios.
- La Subdirección General de Gestión Financiera y Asuntos Generales, a la que le corresponde la gestión financiera de los créditos presupuestarios de los servicios comunes, así como de los restantes servicios presupuestarios en los términos que se establezca en la correspondiente Orden de delegación de competencias, así como la tramitación de los expedientes de arrendamiento de inmuebles cuya gestión corresponda a la Subsecretaría del Departamento, tanto de los servicios centrales como de los territoriales; y la dirección, planificación y coordinación de la gestión recaudatoria atribuida por el ordenamiento jurídico a las Delegaciones de Economía y Hacienda y de cualesquiera otras funciones de carácter no tributario ni aduanero atribuidas a aquellas.
- La Subdirección General de Coordinación Territorial y Recaudación no Tributaria, a la que le corresponde la gestión patrimonial técnica y administrativa de los inmuebles y espacios ocupados por los servicios territoriales del departamento; la coordinación de las diferentes Delegaciones de Economía y Hacienda en la gestión de sus recursos y el ejercicio de sus funciones, el impulso de las instrucciones y órdenes de servicio que proceda dictar para dirigir sus actividades y la evaluación de los recursos necesarios para el adecuado funcionamiento de aquellas, así como su distribución y el seguimiento de su gestión.

### Organismos adscritos
- La Abogacía del Estado en el departamento.
- El Tribunal Administrativo Central de Recursos Contractuales.
- El Comisionado para el Mercado de Tabacos.
- La Fábrica Nacional de Moneda y Timbre-Real Casa de la Moneda.
- El Parque Móvil del Estado.
- Las Delegaciones de Economía y Hacienda.
- Los Consorcios de la Zona Franca, por ejemplo:
  - Consorcio de la Zona Franca de Barcelona
  - Consorcio de la Zona Franca de Santander
  - Consorcio de la Zona Franca de Vigo

- Consorcio de la Zona Especial Canaria.

La Oficina Independiente de Regulación y Supervisión de la Contratación (OIReScon) se adscribe al Ministerio de Hacienda a través de la Subsecretaría con independencia funcional y orgánica y a efectos puramente organizativos y presupuestarios.

## Presupuesto
La Subsecretaría del Ministerio de Hacienda tiene un presupuesto asignado de 1 860 720 270 € para el año 2023. Es importante señalar, que ya se añade en el presupuesto anterior la partida especial de 317 millones para la contratación centralizada. De acuerdo con los Presupuestos Generales para 2023, la Subsecretaría participa en diez programas:
| Nº Programa                           | Programa | Dotación        | Ref.   |
| ------------------------------------- | --- | --------------- | ------ |
| 337B                                  | Conservación y restauración de bienes culturales                                                                       | 8 027 140 €     | [ 9 ]  |
| 467G                                  | Investigación y desarrollo de la Sociedad de la Información                                                            | 5 651 760 €     | [ 10 ] |
| 467G                                  | a través de la Dirección General del Patrimonio del Estado                                                             | 9 200 000 €     | [ 10 ] |
| 492N                                  | Regulación y vigilancia de la competencia en el Mercado de Tabacos a través del Comisionado para el Mercado de Tabacos | 8 717 910 €     | [ 11 ] |
| 921T                                  | Servicios de transportes de Ministerios a través del Parque Móvil del Estado                                           | 50 604 320 €    | [ 12 ] |
| 923A                                  | Gestión del Patrimonio del Estado a través de la Dirección General del Patrimonio del Estado                           | 226 782 290 €   | [ 13 ] |
| 923M                                  | Dirección y Servicios Generales de Hacienda                                                                            | 1 063 106 350 € | [ 14 ] |
| 923M                                  | a través de la Secretaría General Técnica                                                                              | 12 153 240 €    | [ 14 ] |
| 923M                                  | a través de la Dirección General de Racionalización y Centralización de la Contratación                                | 4 066 660 €     | [ 14 ] |
| 923R                                  | Contratación centralizada a través de la Dirección General de Racionalización y Centralización de la Contratación      | 317 071 700 €   | [ 15 ] |
| 931N                                  | Política presupuestaria a través de la Intervención General de la Administración del Estado                            | 41 596 220 €    | [ 16 ] |
| 931P                                  | Control interno y Contabilidad Pública a través de la Intervención General de la Administración del Estado             | 92 289 020 €    | [ 17 ] |
| 000X                                  | Transferencias internas a través del Comisionado para el Mercado de Tabacos                                            | 21 453 660 €    | [ 18 ] |
| Total presupuesto de la Subsecretaría | Total presupuesto de la Subsecretaría                                                                                  | 1 860 720 270 € |        |